# Ромащенко, Мирослав Юрьевич
Миросла́в Ю́рьевич Рома́щенко (бел. Міраслаў Юр'евіч Рамашчанка, укр. Мирослав Юрійович Ромащенко; род. 16 декабря 1973, Конное, Харьковская область) — советский и белорусский футболист и тренер. Игрок национальной сборной Беларуси (1994—1998). Заслуженный тренер России (2018). Главный тренер екатеринбургского «Урала».

## Карьера

### Клубная
Футбольную карьеру начал в Украинской ССР, где выступал за павлоградский «Шахтёр» и дубль днепропетровского «Днепра».
После распада СССР перебрался в Беларусь, где на протяжении трёх сезонов играл за «Ведрич» Речица и могилёвский «Днепр».
В 1994 году перешёл в екатеринбургский «Уралмаш», а в 1996 — в московский «Спартак», в составе которого стал двукратным чемпионом России.
20 июля 1998 года на тренировке Ромащенко почувствовал боль в коленном суставе и перенёс срочную операцию на мениске, которую собирались сделать ещё за полтора года до того. Через полтора месяца он провёл матч с «Ротором», однако боли только усилились. 5 сентября того же года в матче сборных Беларуси и Дании (поражение 0:5) получил травму мениска. За три года перенёс 6 операций, был в заявке «Спартака», но на поле так и не появился. В начале 2002 года окончательно завершил игровую карьеру.

### В сборной
В составе национальной сборной Беларуси провёл 15 матчей, забил 1 мяч.

### Тренерская
Тренерскую карьеру начал в ДЮСШ «Спартак», с 2003 года работал с дублем «Спартака», с 2006 года — главный тренер дубля. В июне—августе 2008 года — главный тренер «Томи».
14 декабря 2009 года был назначен главным тренером белгородского «Салюта». Контракт был заключён сроком на один год и расторгнут по обоюдному согласию 17 мая 2010.
В январе 2011 года был приглашён Станиславом Черчесовым работать помощником в «Жемчужину-Сочи». С октября 2011 года они вместе работали в грозненском «Тереке».
В июне 2013 года Ромащенко стал старшим тренером пермского «Амкара», где главным тренером с мая 2013 являлся Черчесов. В матче 11-го тура сезона 2013/14 против «Анжи» вместо Черчесова руководил «Амкаром» с бровки поля. В 2014—2015 годах работал в тренерском штабе Черчесова в московском «Динамо», в октябре 2015 года вслед за Черчесовым отправился в польскую «Легию».
В августе 2016 года вошёл в тренерский штаб Черчесова в сборной России. Оставался на должности вплоть до увольнения главного тренера в июле 2021 года.
В декабре 2021 года вместе с главным тренером Станиславом Черчесовым присоединился к тренерскому штабу венгерского клуба «Ференцварош».
18 августа назначен на пост главного тренера российского клуба «Ахмат». 4 апреля 2024 года подал в отставку.
14 января 2025 года присоединился к тренерскому штабу екатеринбургского «Урала». 23 июня 2025 года стал главным тренером команды.

## Личная жизнь
Младший брат Максим — также футболист.
Жена Елена. Сын Никита — футболист, футбольный тренер, дочь Диана.

## Награды
- Почётная грамота Президента Российской Федерации (27 июля 2018) — за большой вклад в развитие отечественного футбола и высокие спортивные достижения[16]